# Euphorbia kalbaensis
Euphorbia kalbaensis là một loài thực vật có hoa trong họ Đại kích. Loài này được Baikov & I.V.Khan mô tả khoa học đầu tiên năm 2005.